# Knischatiria
Knischatiria is een geslacht van spinnen uit de familie hangmatspinnen (Linyphiidae).

## Soorten
De volgende soorten zijn bij het geslacht ingedeeld:
- Knischatiria abnormis Wunderlich, 1976
- Knischatiria longispina Wunderlich, 1995
- Knischatiria tuberosa Wunderlich, 1995